# Рассказы о Кешке и его друзьях
«Рассказы о Кешке и его друзьях» — трёхсерийный детский фильм режиссёра Радомира Василевского. Снят по рассказам Радия Погодина на Одесской киностудии в 1974 году.

## Сюжет
Автогонщик Василий Гаврилин, не в силах глядеть на изнывающих от летнего безделья соседских ребят, предлагает им восстановить списанный карт и попробовать выступить на нём в настоящих гонках. Жильцам дома, во дворе которого происходит действие фильма, поначалу не нравится идея появления во дворе грохочущей машины, но убедившись в истинном увлечении ребят техникой, они постепенно переходят в число их горячих приверженцев. По просьбе участкового жилконтора берёт под свою опеку самодеятельный клуб.
Пенсионеры, коротавшие время за домино, не удержались и стали помогать ребятам. Затем, предоставив им возможность самостоятельно заниматься ремонтом, они строят для малышей педальную модель ретро-автомобиля.
Двое ребят — Женька и Толик — по наивности связываются с контрабандистами, и их товарищам приходится приложить немало усилий, чтобы помочь выпутаться из неприятной ситуации. Толик, к большому удовольствию управхоза, отдаёт скопленные им деньги в пользу мотоклуба.
Во время ответственного заезда Борька замечает одного из преступников и, бросив гонку, преследует его на карте. После удачной погони злоумышленника Сергея "Кожаный» передают в руки подоспевшей милиции.

## В ролях
- Вадим Кузнецов — Кешка
- Инга Третьякова — Анечка
- Эдуард Купоросов — Борька-брысь
- Димитрий Кречетов — Сима (Коля Гребёнка)
- Алёша Белов — Толик Круглый
- Оля Казакова — Алевтина
- Виталик Агарков — малыш
- Виталий Жабовский — Женька
- Алёша Шевченко — Костик
- Герман Колушкин — Василий Гаврилин, чемпион по мотоспорту, сосед Кешки
- Ольга Аросева — тётя Люся
- Зинаида Дехтярёва — Зинаида Николаевна, мама Борьки
- Ольга Матешко — Татьяна Николаевна, мама Кешки
- Светлана Живанкова — мама Алевтины
- Вера Кузнецова — бабушка Анечки
- Всеволод Сафонов — Иван Васильевич, военный лётчик
- Николай Прокопович — отец Женьки
- Наталья Крачковская — мама Женьки
- Георгий Бурков — Николай Евдокимович, участковый милиционер
- Роман Ткачук — Яков Григорьевич, управхоз
- Александр Крюков — Владислав Тарасович
- Александр Хочинский — Сергей «Кожаный»
- Арнис Лицитис — гонщик
- Ирина Колегаева — врач скорой помощи
- Тамара Трушина — Тамара, подруга тёти Люси
- Анатолий Обухов — дядя Толя
- Борис Рунге — жених
- Юрий Мажуга — усатый
- Елизавета Никищихина — продавщица мороженого
- Вера Кулакова — почтальон

## Съёмочная группа
- Сценарист: Радий Погодин
- Режиссёр: Радомир Василевский
- Оператор: Вадим Авлошенко
- Художник: Валентин Гидулянов
- Композитор: Владимир Дашкевич
- Текст песен: Юлий Ким (В титрах под псевдонимом Ю. Михайлов)